# Équipe cycliste Q36.5 Continental
L'équipe cycliste Q36.5 Continental (officiellement Q36.5 Continental Cycling Team) est une équipe cycliste italienne, d'origine sud-africaine (en 2016 et 2017). Elle est créée sous le nom de Dimension Data for Qhubeka, puis est renommée NTT Continental Cycling Team et Team Qhubeka. Elle court avec le statut d'équipe continentale depuis 2016.

## Histoire de l'équipe
Entre 2016 et 2021, l'équipe sert de réserve de la formation WorldTeam sud-africaine Dimension Data, renommée par la suite NTT Pro Cycling et Qhubeka Assos jusqu'à la dissolution de celle-ci. L'objectif principal est de permettre aux talentueux coureurs cyclistes africains de moins de 23 ans de devenir des cyclistes professionnels. 
L'équipe est initialement basée en Afrique du Sud, puis est officiellement enregistrée en Italie depuis 2018. En 2018, Amanuel Gebreigzabhier et Nicholas Dlamini sont promus à l'échelon supérieur, au sein de l'équipe mère. Après la dissolution de Qhubeka NextHash, l'équipe continue d'exister en 2022 sous le nom de Team Qhubeka.
En 2023, l'équipe est renommée Q36.5 Continental Cycling Team et devient l'équipe de développement officielle de la nouvelle formation suisse Q36.5 Pro Cycling Team.

## Principales victoires

### Championnats internationaux
- Championnats du monde sur route : 1
  - Espoirs : 2019 (Samuele Battistella)

### Courses d'un jour
- Coppa della Pace : 2018 (Matteo Sobrero)
- G.P. Palio del Recioto : 2018 (Stefan de Bod), 2019 (Matteo Sobrero)
- Giro del Belvedere : 2019 (Samuele Battistella)
- Circuito del Porto-Trofeo Arvedi : 2019 (Luca Mozzato)
- Trophée de la ville de Brescia : 2024 (Manuel Oioli)

### Courses par étapes
- Tour du Rwanda : 2016 (Valens Ndayisenga), 2017 (Joseph Areruya), 2018 (Samuel Mugisha)
- Tour de Limpopo : 2019 (Samuele Battistella)

### Championnats nationaux
- Championnats d'Afrique du Sud sur route : 10
  - Course en ligne : 2021 (Marc Pritzen) et 2023 (Travis Stedman)
  - Course en ligne espoirs : 2016, 2017, 2018 (Stefan de Bod), 2021 (Marc Pritzen) et 2023 (Travis Stedman)
  - Contre-la-montre espoirs : 2016, 2017 (Stefan de Bod) et 2021 (Marc Pritzen)
- Championnats d'Italie sur route : 1
  - Contre-la-montre espoirs : 2019 (Matteo Sobrero)
- Championnats du Rwanda sur route : 3
  - Course en ligne : 2016 (Bonaventure Uwizeyimana)
  - Course en ligne espoirs : 2016 (Valens Ndayisenga)
  - Contre-la-montre espoirs : 2016 (Valens Ndayisenga)

## Classements UCI
L'équipe participe aux épreuves des circuits continentaux et en particulier de l'UCI Europe Tour. Les tableaux ci-dessous présentent les classements de l'équipe sur les différents circuits, ainsi que son meilleur coureur au classement individuel.
UCI Africa Tour
| UCI Africa Tour | UCI Africa Tour        | UCI Africa Tour                           | UCI Africa Tour |
| Année           | Classement par équipes | Meilleur coureur au classement individuel |                 |
| --------------- | ---------------------- | ----------------------------------------- | --------------- |
| 2016            | 4e                     | Metkel Eyob (20e)                         |                 |
| 2017            | 2e                     | Joseph Areruya (13e)                      |                 |
| 2018            | 7e                     | El Mehdi Chokri (30e)                     |                 |
| 2019            | -                      | Natnael Tesfatsion (25e)                  |                 |
| 2020            | -                      | Natnael Tesfatsion (3e)                   |                 |
| 2021            | -                      | Marc Pritzen (15e)                        |                 |
| 2022            | -                      | Negasi Abreha (93e)                       |                 |
| 2023            | -                      | Hamza Amari (11e)                         |                 |
|                 |                        |                                           |                 |
| Source : UCI    |                        |                                           |                 |

UCI Asia Tour
| UCI Asia Tour | UCI Asia Tour          | UCI Asia Tour                             | UCI Asia Tour |
| Année         | Classement par équipes | Meilleur coureur au classement individuel |               |
| ------------- | ---------------------- | ----------------------------------------- | ------------- |
| 2016          | 80e                    | Stefan de Bod (327e)                      |               |
|               |                        |                                           |               |
| Source : UCI  |                        |                                           |               |

UCI Europe Tour
| UCI Europe Tour | UCI Europe Tour        | UCI Europe Tour                           | UCI Europe Tour |
| Année           | Classement par équipes | Meilleur coureur au classement individuel |                 |
| --------------- | ---------------------- | ----------------------------------------- | --------------- |
| 2016            | 94e                    | Ryan Gibbons (598e)                       |                 |
| 2017            | 93e                    | Joseph Areruya (1537e)                    |                 |
| 2018            | 78e                    | Matteo Sobrero (343e)                     |                 |
| 2019            | 25e                    | Samuele Battistella (203e)                |                 |
| 2020            | 29e                    | Leonardo Marchiori (1455e)                |                 |
| 2021            | 39e                    | Antonio Puppio (326e)                     |                 |
| 2022            | 66e                    | Nicolò Parisini (706e)                    |                 |
| 2023            | 40e                    | -                                         |                 |
|                 |                        |                                           |                 |
| Source : UCI    |                        |                                           |                 |

UCI Oceania Tour
| UCI Oceania Tour | UCI Oceania Tour       | UCI Oceania Tour                          | UCI Oceania Tour |
| Année            | Classement par équipes | Meilleur coureur au classement individuel |                  |
| ---------------- | ---------------------- | ----------------------------------------- | ---------------- |
| 2019             | -                      | Connor Brown (61e)                        |                  |
| 2020             | -                      | Connor Brown (61e)                        |                  |
| 2021             | -                      | Drew Christensen (80e)                    |                  |
|                  |                        |                                           |                  |
| Source : UCI     |                        |                                           |                  |

L'équipe est également classée au Classement mondial UCI qui prend en compte toutes les épreuves UCI et concerne toutes les équipes UCI.
| Classement mondial | Classement mondial     | Classement mondial                        | Classement mondial |
| Année              | Classement par équipes | Meilleur coureur au classement individuel |                    |
| ------------------ | ---------------------- | ----------------------------------------- | ------------------ |
| 2016               | -                      | Metkel Eyob (563e)                        |                    |
| 2017               | -                      | Joseph Areruya (524e)                     |                    |
| 2018               | -                      | Matteo Sobrero (509e)                     |                    |
| 2019               | 48e                    | Samuele Battistella (248e)                |                    |
| 2020               | 53e                    | Natnael Tesfatsion (150e)                 |                    |
| 2021               | 65e                    | Antonio Puppio (395e)                     |                    |
| 2022               | 114e                   | Nicolò Parisini (970e)                    |                    |
| 2023               | 75e                    | Hamza Amari (369e)                        |                    |
| 2024               | -                      | Alessio Portello (1741e)                  |                    |
|                    |                        |                                           |                    |
| Source : UCI       |                        |                                           |                    |

## Q36.5 Continental Cycling Team en 2024
Effectif
| Effectif 2024            | Effectif 2024     | Effectif 2024  | Effectif 2024                   |
| Cycliste                 | Date de naissance | Pays           | Équipe précédente               |
| ------------------------ | ----------------- | -------------- | ------------------------------- |
| Mirko Bozzola            | 20 février 2004   | Italie         | Zalf Euromobil Fior (2023)      |
| Cyrill Gätzi             | 7 janvier 2002    | Suisse         |                                 |
| Juan Guillermo Martínez  | 21 novembre 2004  | Colombie       | Indeportes Boyacá Avanza (2022) |
| Raffaele Mosca           | 14 octobre 2003   | Italie         |                                 |
| Manuel Oioli             | 17 mai 2003       | Italie         | EOLO-Kometa U23 (2022)          |
| Alessio Portello         | 7 février 2002    | Italie         | Zalf Euromobil Fior (2022)      |
| Tiago Santos             | 31 mai 2005       | Portugal       |                                 |
| Daniel Schönenberger     | 6 août 2002       | Suisse         |                                 |
| Travis Stedman           | 15 mai 2002       | Afrique du Sud |                                 |
| Nahom Zerai              | 13 septembre 2002 | Érythrée       |                                 |
|                          |                   |                |                                 |
| Source : ProCyclingStats |                   |                |                                 |

Victoires
| Victoires | Victoires                      | Victoires | Victoires | Victoires    | Victoires |
| Date      | Course                         | Pays      | Classe    | Vainqueur    |           |
| --------- | ------------------------------ | --------- | --------- | ------------ | --------- |
| 2 juill.  | Trophée de la ville de Brescia | Italie    | 1.2       | Manuel Oioli |           |

## Saisons précédentes
- Dimension Data for Qhubeka en 2017